# 2009年金砖国家峰会
第一次金砖国家峰会，召开于2009年6月16日的俄罗斯叶卡捷琳堡。包括俄罗斯、中国、巴西和印度四位国家的元首出席了本次会议。

## 简要
2001年，美国高盛公司首席经济师吉姆·奥尼尔（Jim O'Neill）首次提出“金砖四国”这一概念，來自這四個國家的英文國名開頭字母所组成的词BRIC ，指巴西（Brazil）、俄罗斯（Russia）、印度（India）和中国（China），其发音类似英文的“砖块”（brick）一词，并表示这些国家将在2050年与美国、日本一起跻身全球新的六大经济体。这四个国家国内生产总值占世界总量的15%，并拥有全球40%的黄金储备和外汇储备。
2006年9月，金砖国家之间的政治会谈在纽约市召开，当时各国的外交部长代表出席了那次会议；之后又陆续召开了四次高级别会议，并确定在2008年5月16日在俄罗斯召开第一次金砖国家元首会议。

## 参与者

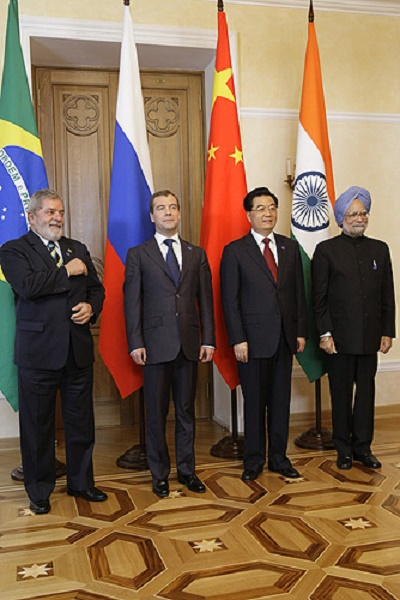
第一次金砖会议的与会领导。由左至右分别为：巴西总统卢拉、俄罗斯总统梅德韦杰夫、中国国家主席胡锦涛及印度总理辛格

金砖国家的四位元首和领导人均参加了此次峰会：
| 金砖国家 |        |                               |          |
| 成员     | 成员   | 代表国家                      | 职位     |
| 巴西     | 巴西   | 路易斯·伊纳西奥·卢拉·达席尔瓦 | 总统     |
| 俄罗斯   | 俄罗斯 | 德米特里·梅德韦杰夫           | 总统     |
| 印度     | 印度   | 曼莫汉·辛格                   | 总理     |
| 中国     | 中国   | 胡锦涛                        | 国家主席 |

## 与会元首

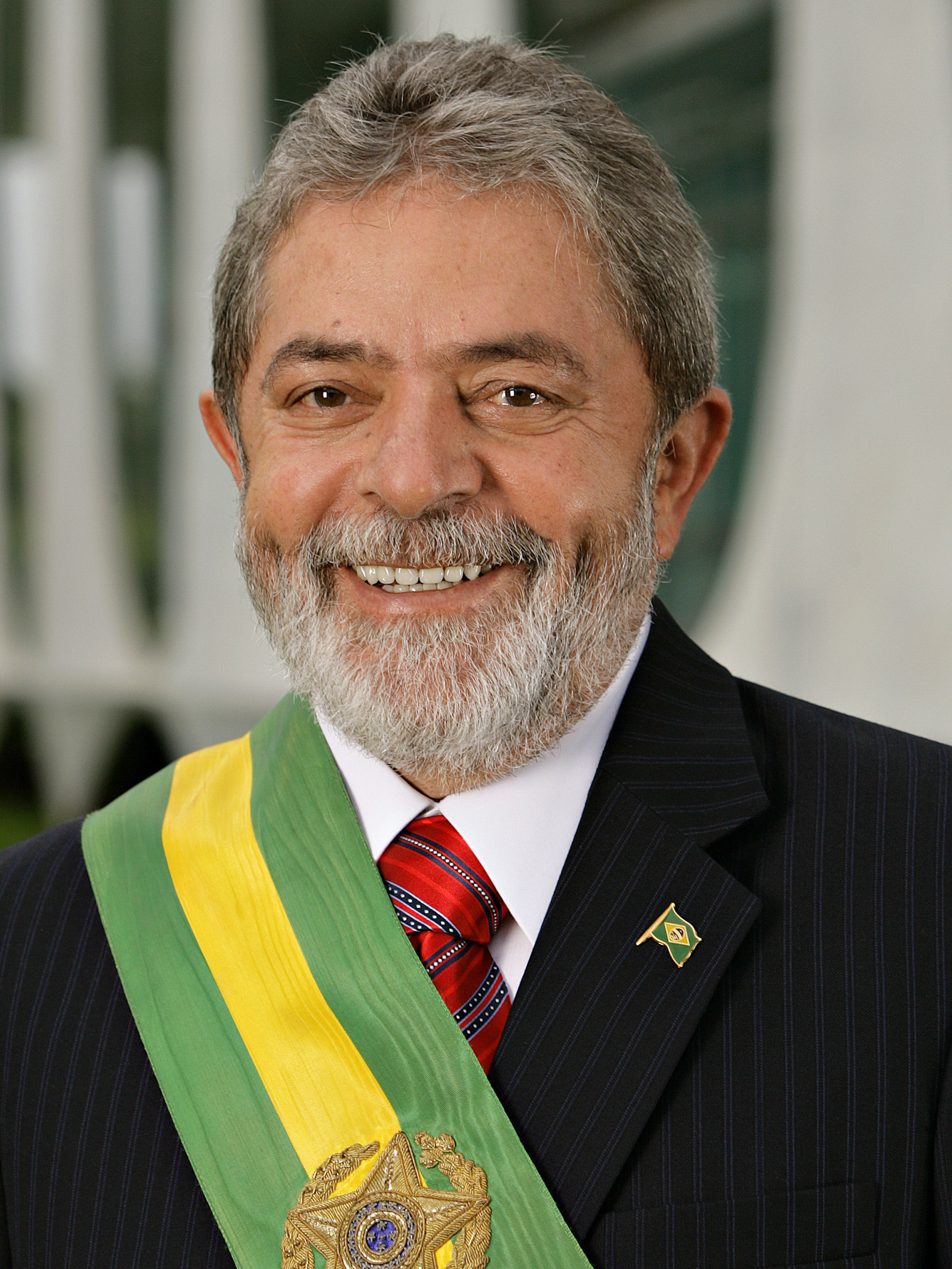
巴西 卢拉·达席尔瓦总统
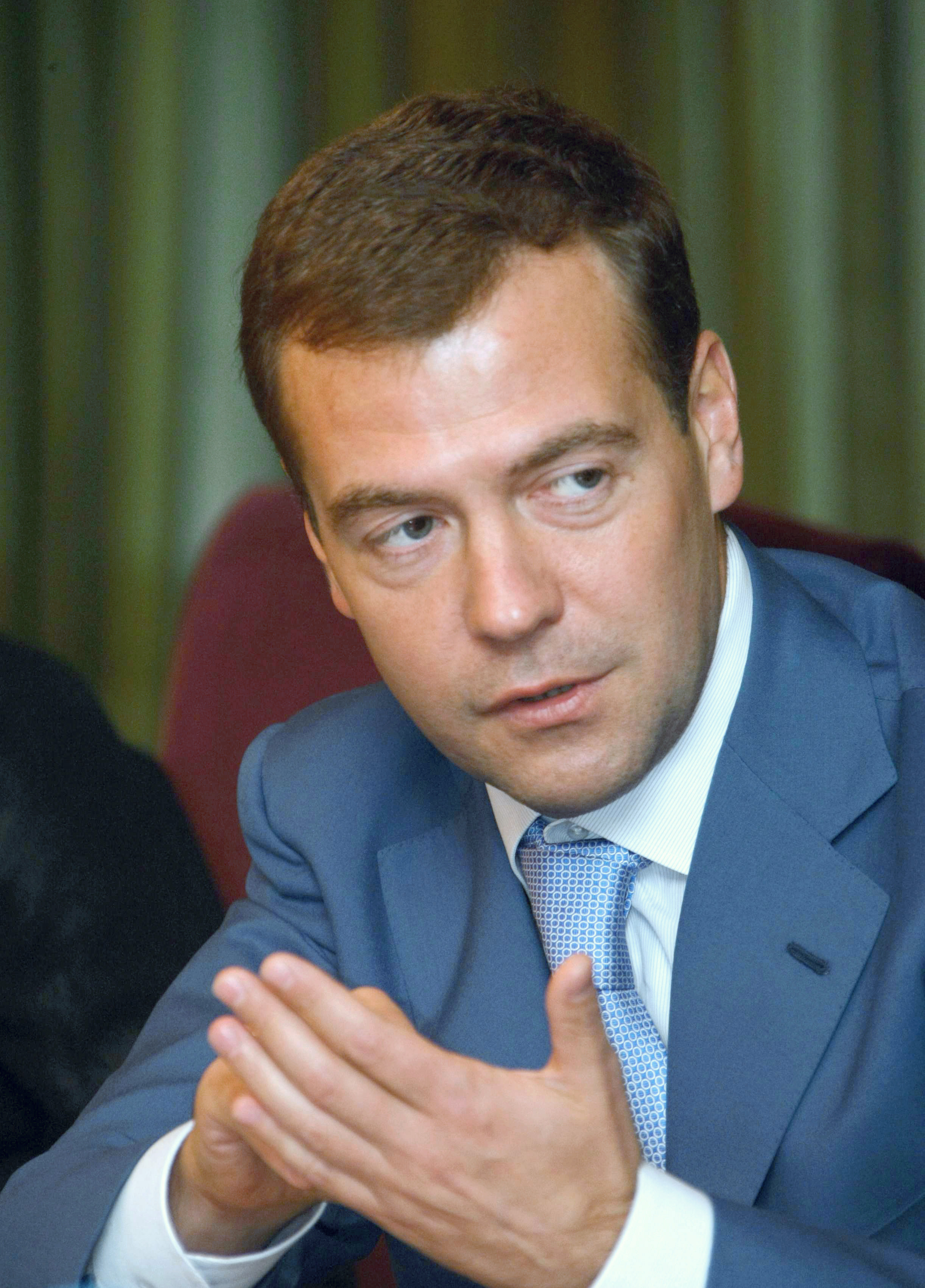
俄罗斯 德米特里·梅德韦杰夫总统
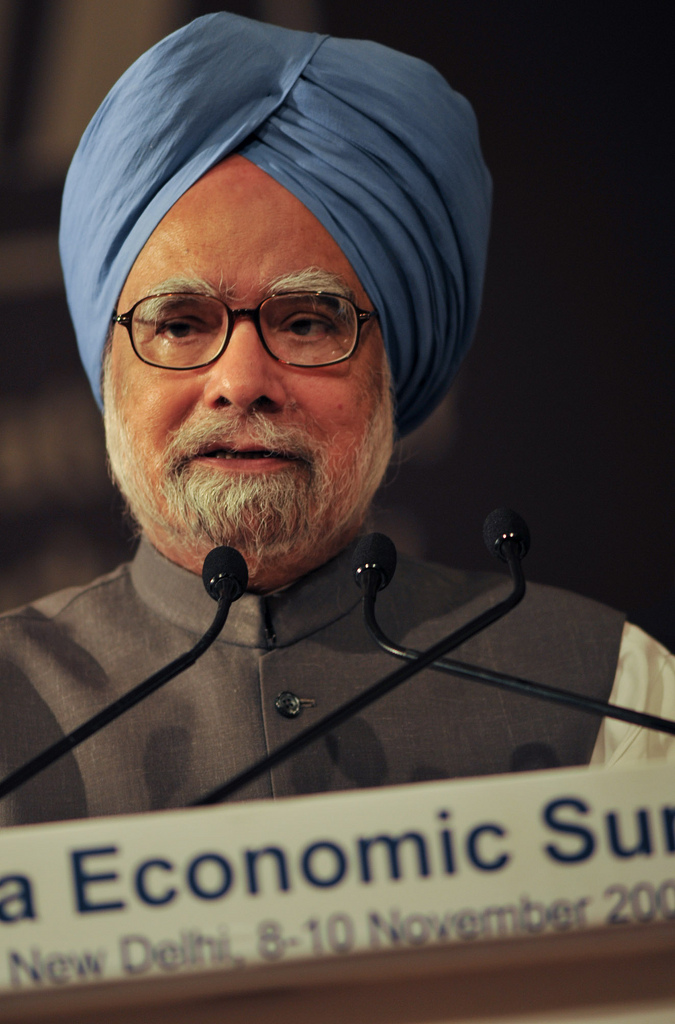
印度 曼莫汉·辛格总理
中国 胡锦涛主席

## 主题
领导人就2007年至2010年金融危机、全球发展、增强金砖国家合作等议题进行了会谈。

### 世界经济
金砖国家领导人号召经济改革，要求成为在国际经济组织中扮演更好的声音、代表更多的权益，并且要求国际经济组织在遴选领导时须经过公开、透明、多方互惠的选拔程序。他们主张促使多哈回合贸易谈判能够形成令人满意的结果。

### 政治主体
另外一项主体是关于联合国改革，并主张给印度、巴西在国际事务中更高的地位和权利，并理解、支持他们希望在联合国中扮演更重要的角色。

### 粮食危机
就2007年至2008年世界粮食价格危机这一问题，领导人们达成一项全球粮食安全的共识，呼吁所有政府及相关组织作为，并重申各国应当努力贡献自己力量克服全球粮食危机。